# 임신 진단 검사

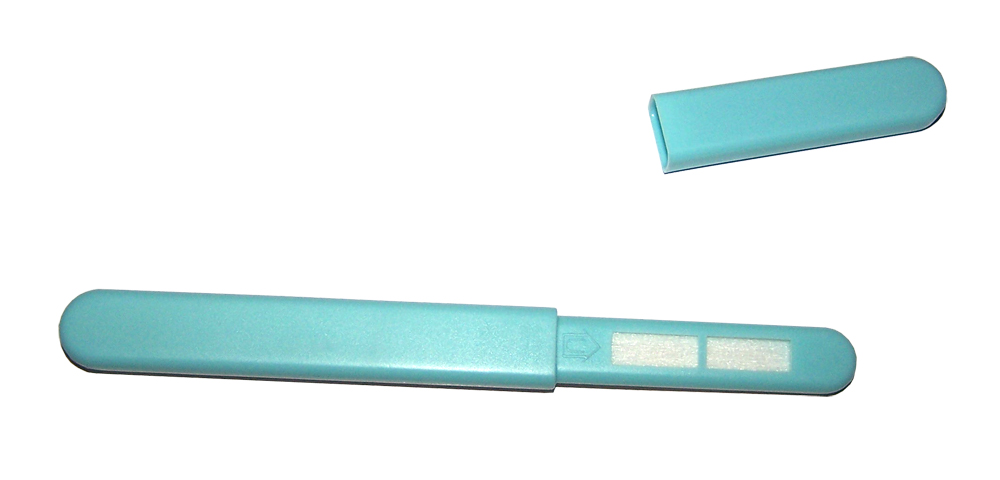

임신 진단 검사(姙娠診斷檢査)는 임신 여부를 판정 할 목적으로, 소변에서 hCG에 대한 반응을 검사하는 것이다.

## 같이 보기
- 주머니배